# Diathetes
Diathetes är ett släkte av skalbaggar. Diathetes ingår i familjen Dryophthoridae.

## Dottertaxa tillDiathetes, i alfabetisk ordning[1]
- Diathetes amoenus
- Diathetes burgersi
- Diathetes buxtoni
- Diathetes eremothocus
- Diathetes hemiscotus
- Diathetes imparatus
- Diathetes intrusus
- Diathetes kukenthali
- Diathetes lyriger
- Diathetes maculosus
- Diathetes morio
- Diathetes nigricans
- Diathetes nigripennis
- Diathetes nitidicollis
- Diathetes pictus
- Diathetes planus
- Diathetes pulchellus
- Diathetes ruficollis
- Diathetes sanguinivittis
- Diathetes sanguinosus
- Diathetes sannio
- Diathetes seminitidus
- Diathetes semitomentosus
- Diathetes signaticollis
- Diathetes strenuus
- Diathetes testardi
- Diathetes vittaticollis